# Nazaret
Nazaret (en árabe: الناصرة‎, romanizado: al-Nāṣira; en hebreo: נצרת‎, romanizado: Nāṣraṯ) es la ciudad más poblada del distrito Norte de Israel, en las estribaciones meridionales de los montes de la Baja Galilea, a 10 km al norte del monte Tabor y a 23 km al oeste del mar de Galilea. 
Conocida como la «Capital árabe de Israel», Nazaret sirve como centro cultural, político, religioso, económico y comercial para la comunidad árabe del país, siendo actualmente la segunda ciudad con mayor población árabe de Israel, con una población calculada en unos 76 551 habitantes a finales de 2017, un 60 % de los cuales son musulmanes y el resto son cristianos (40 %). La ciudad también tiene un inmenso significado religioso para los cristianos debido a que, según los evangelios canónicos, los años de la vida oculta de Jesús, la figura central del cristianismo, transcurrieron allí.
Junto con Nazaret Ilit (desde 2019 llamada Nof HaGalil), una ciudad creada en 1954 en el término municipal de Nazaret, declarada ciudad independiente en 1974 y habitada por 40 596 personas en 2017 (un 80 % de los cuales son judíos), forma un núcleo urbano de 117 147 personas, en su mayoría de creencias judeocristianas (52 %) y de etnia árabe (un 72,27 %), con unas considerables minorías de creencias musulmanas (48 %) y de etnia judía (27,72 %).

## Toponimia
El nombre griego de Nazaret (Ναζαρέθ) aparece por primera vez en los evangelios en el texto de Mateo que dice así se cumplió lo que fue dicho por los profetas, que había de ser llamado Nazareno (ναζωραιος) (Mateo 2:22-23).
Un punto de vista verosímil es que Nazaret y su gentilicio, «nazareno» (Ναζωραῖος), son una adaptación normal de un término griego que reconstruye una hipotética palabra aramea, que se encontraría también en la raíz de la palabra con que algunos escritos rabínicos posteriores apodaron a Jesús.  Esta palabra aparece doce veces en los manuscritos griegos sobrevivientes del Nuevo Testamento, 10 veces como Nazaret o Nazareth, y dos como Nazará. Las dos primeras formas retienen terminaciones femeninas comunes en los topónimos de Galilea. Las variantes menores, Nazarat y Nazarath también están confirmadas. La forma Nazará (Ναζαρά) podría ser la forma más antigua del nombre en griego, que se remonta al supuesto documento Q y se encuentra en Mateo 4:13 y Lucas 4:16.
Varios estudiosos han cuestionado una relación entre «Nazareth» y los términos «Nazareno» y «Nazōraeno» por razones lingüísticas, mientras que algunos afirman la posibilidad de la relación etimológica «dada la idiosincrasia del arameo de Galilea».
Tradicionalmente se ha interpretado este gentilicio referido a Jesús en Mateo 2:22-23 como un juego de palabras, según la opinión, entre otros, de San Jerónimo, posiblemente derivada de la palabra hebrea נצר (natser, transcrito Nazer), que significa «brote», en alusión a la profecía de Isaías en que llama al Mesías Saldrá una vara del tronco de Isaí y un vástago (Nétzer) retoñará de sus raíces (Isaías 11:1). Profecía similares se encuentran en Isaías 53:2, Jeremías 23:5 y Zacarías 3:8.
Diferentes derivados de este vocablo se usan en el libro de Isaías como alusión mesiánica y se traducen según el contexto como «retoño», «vástago», «rama», «flor» o «renuevo»; o como alguna conjugación de vigilar, guardar, observar, defender, rodear, preservar (del peligro) o esconder. Este último significado para «Nazaret» podría deducirse de Isaías 65:4 y correspondería con que este versículo se refiere a que aquellos que se esconden y viven entre tumbas, pues muy cerca de Nazaret y bajo el actual casco urbano se encuentra una antigua necrópolis.
Sin embargo, hay otra hipótesis sobre el juego de palabras profético al que hace alusión este texto. Se ha especulado que puede referirse a la costumbre judía de consagrarse a Dios por un período y dejarse el pelo en signo de esa consagración, absteniéndose de bebidas alcohólicas, relaciones sexuales, etcétera. A ese tipo de consagración se llamaba «nazareato», como el caso de Sansón: Porque, he ahí, concebirás y tendrás un hijo y nunca le afeitarán la cabeza: porque el niño será un Nazareo (נָזִיר Nazir: separado, que se aparta, consagrado) delante de Dios, desde la matriz y comenzará a liberar a Israel de las manos de los Filisteos (Jueces 13:5).
De estas formas, el autor del evangelio de Mateo pudo haber asociado las palabras de estos textos veterotestamentales al nombre de la ciudad de Nazaret, cuyo nombre pudo haberse originado de la misma raíz fonética.

## Historia

### Antigüedad

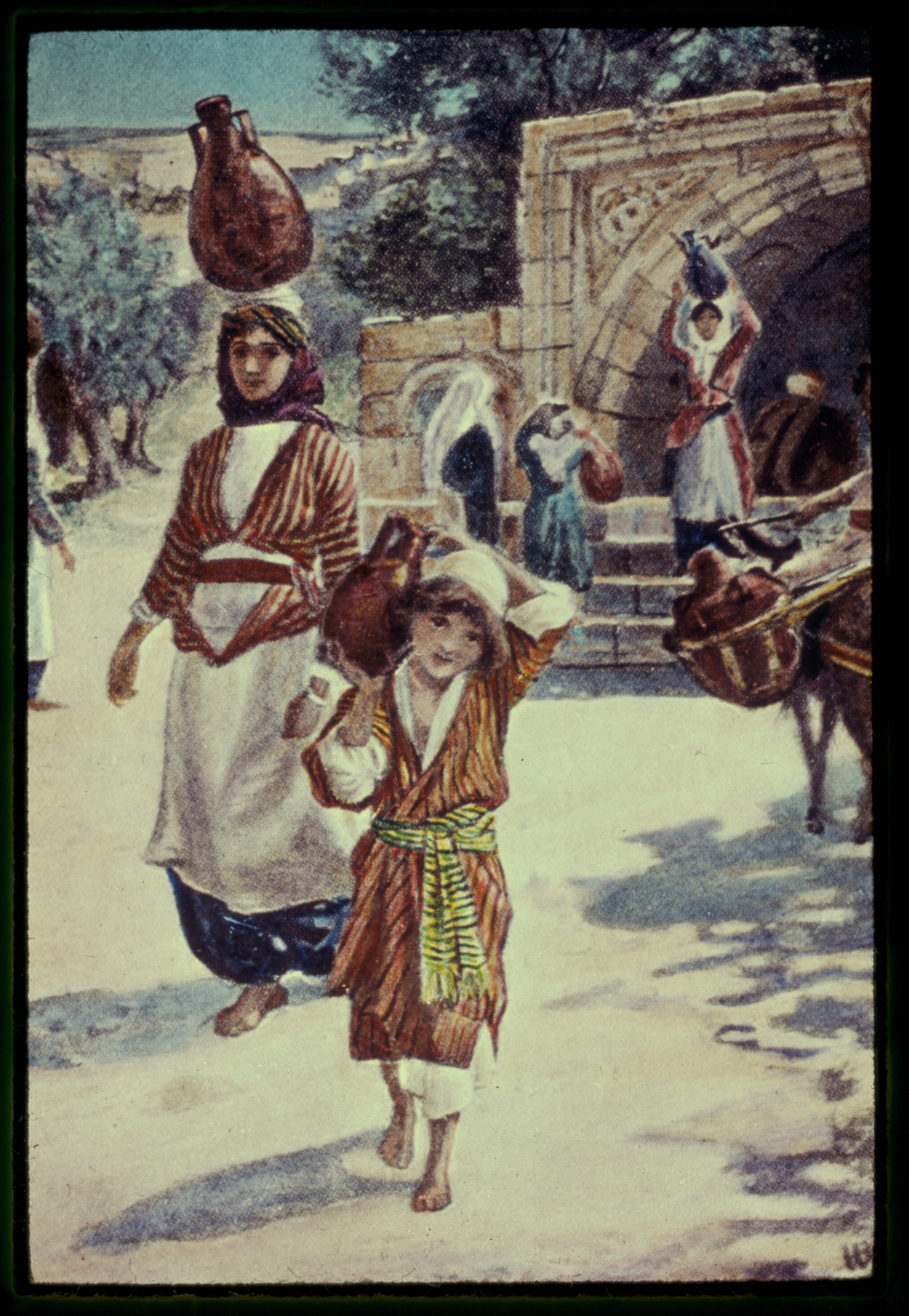
Ilustración de María y un joven Jesús en Nazaret.

Excavaciones arqueológicas en la ciudad de Séforis, a 6 km de la actual ubicación de Nazaret, documentaron restos arqueológicos del Paleolítico medio (que incluyen pedernales realizados con el método Levallois) y de la cultura Yarmukian. También se encontraron restos del Neolítico precerámico B y de la Edad del Cobre media. La evidencia de restos de cerámica indicó que el sitio de Séforis fue habitado durante la Edad del Hierro (1000-586 a. C.), y que se puede verificar una ocupación real y diversos trabajos de construcción desde el siglo IV a. C., con el período helenístico.
El origen de Nazaret mantiene cierta controversia, porque no es mencionada por historiadores o geógrafos del siglo primero. Sin embargo, existe acuerdo entre los arqueólogos profesionales en que Nazaret ha estado continuamente ocupada desde el período helenístico tardío, pasando por los períodos romano temprano y bizantino. Entre los años 66-73 de la era común, el historiador judeorromano Flavio Josefo, en el contexto de la primera guerra judeo-romana, hizo referencias a la Galilea del siglo I (una región de unos 4000 kilómetros cuadrados), la región donde actualmente se encuentra Nazaret. En ellos, Josefo menciona 45 ciudades y aldeas, pero Nazaret no está incluida. La ciudad que menciona más cercana a la localización actual de la ciudad es «Japha», totalmente destruida en el año 67 por los romanos debido a la guerra. Según Josefo, las víctimas de aquella destrucción, que ascenderían a 15 000, posiblemente fueron sepultadas en el lugar de la actual Nazaret. Excavaciones hechas en esa ciudad muestran la existencia de una necrópolis. Según John P. Meier, Nazaret era «un lugar insignificante situado en los montes de la Baja Galilea, un pueblo tan oscuro que nunca lo mencionan el Antiguo Testamento, Josefo, Filón, ni la literatura temprana de los rabinos, ni los pseudepigrapha del Antiguo Testamento». Según Gregory Jenks, esta falta de mención no demuestra que Nazaret no existiera en el siglo I, o incluso que fuera desconocida para Josefo. Sin embargo, sugiere que Nazaret no participó en la primera guerra judeo-romana, y que era un lugar tan insignificante que Josefo no tenía razones para mencionarla.
Cronológicamente hablando, es en los evangelios donde aparece citada por primera vez hasta en una docena de ocasiones, como se ha señalado anteriormente. Aunque Lucas 1:26 la llama «ciudad» y la describió suficientemente grande e importante como para tener una sinagoga (Lucas 4:16), en realidad sería una aldea pobre que debió toda su importancia posterior al hecho cristiano. El nombre de nazarenos dado a los cristianos del siglo I era sin duda irónico y despectivo, y en tal sentido el nombre de Jesús se acompañó con el título «de Nazaret», un lugar oscuro que en nada lo favorecía, tal lo señalado por Raymond E. Brown.
El arqueólogo estadounidense James F. Strange señaló: «Nazaret no se menciona en antiguas fuentes judías antes del siglo III d.C. Esto probablemente refleja su falta de protagonismo, tanto en Galilea como en Judea». Strange calculó la población de Nazaret a principios del siglo I en una cifra «hasta un máximo de aproximadamente 480» personas. En 2009, la arqueóloga israelí Yardenna Alexandre excavó restos arqueológicos en Nazaret que podrían datar de la época de Jesús en el período romano temprano. Alexandre dijo a la prensa: «El descubrimiento es de suma importancia, ya que revela por primera vez una casa del pueblo judío de Nazaret». Otras fuentes indican que, posiblemente, durante el tiempo de Jesús, Nazaret tenía una población de unos 400 habitantes y un baño público, que era importante para propósitos cívicos y religiosos.
Las primeras referencias a «Nazaret» que se conocen, además de los evangelios (siglo I d. C.), provienen de tres teólogos e historiadores cristianos: Sexto Julio Africano, fechado alrededor del año 221 d. C., Orígenes (c. 185-254 d. C.), denominando la ciudad como «Nazar» y «Nazaret» y, finalmente, Eusebio hace referencia al asentamiento de Nazara (c. 275-339 d. C.). Existe también evidencia epigráfica en la sinagoga de Cesárea Marítima sobre Nazaret datada en el siglo IV d. C. sobre eventos, posiblemente, del siglo II d. C.
Las excavaciones dirigidas por el padre Bellarmino Bagatti descubrieron numerosas cuevas y oquedades, algunas con señas de haber sido bastante usadas durante siglos como tumbas, muchas de la Edad del Bronce. Otras fueron adaptadas como cisternas para agua, depósitos de aceite o silos para grano. Aparentemente, había indicios de que la ciudad había sido fundada de nuevo, luego de siglos de permanecer desierta, en tiempos de los Asmoneos. Bagatti concluyó que durante el siglo I, «Nazaret fue una pequeña aldea agrícola, compuesta por unas pocas docenas de familias». Los hallazgos correspondía a una actividad de horticultura cerca de una necrópolis antigua. Varias tumbas, descubiertas por Bagatti y otros, habrían sido localizadas fuera del perímetro urbano, y servirían, de hecho, para delimitarnos su perímetro.[cita requerida]

### Imperio Bizantino

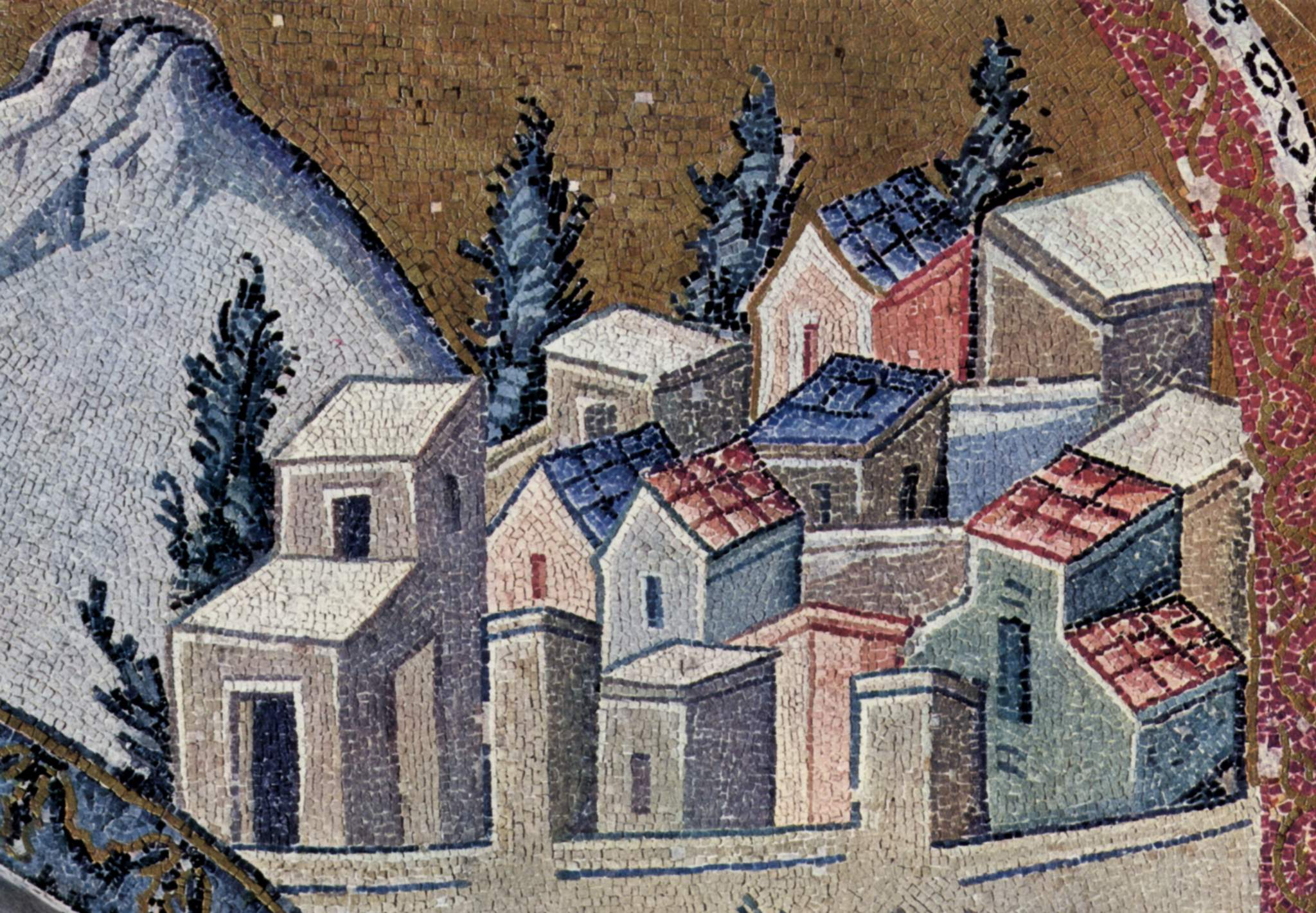
Nazaret en un mosaico bizantino (Iglesia de San Salvador de Cora, Constantinopla).

Epifanio cita a Nazaret en su obra Panarion (aprox. 375 d. C.) entre las ciudades carentes de población no judía. Haciendo referencia a José de Tiberíades, un rico judío romano que se convirtió al cristianismo en la época de Constantino, dice de él que recibió el mandato imperial de construir iglesias cristianas en pueblos y aldeas judías en las que no hubiesen gentiles o samaritanos, citando como ejemplos Tiberíades, Diocesarea, Nazaret y Cafarnaúm. De esta información se infiere que a comienzos del siglo IV d. C. se podría haber construido una pequeña iglesia en Nazaret que incluiría una complejo de cuevas, aunque la localidad fue predominantemente judía hasta el siglo VII d. C.
El monje cristiano Jerónimo, traductor de la Biblia al latín, escribió en el siglo V que Nazaret era un viculus, una mera aldea.
En el siglo VI, fuentes cristianas locales comenzaron a hablar de apariciones de la Virgen María, lo que incrementó el interés de los peregrinos por el lugar. Estos peregrinos fundaron la primera iglesia en el sitio donde actualmente se encuentra la Iglesia ortodoxa griega de la Anunciación, emplazada sobre un manantial de agua dulce que se conoce a día de hoy como el Pozo de María. En torno al año 570 d. C., un peregrino de Piacenza dejó constancia de su viaje desde Séforis hasta Nazaret, afirmando haber visto en la sinagoga local los libros que usó Jesús y un banco en el que se sentó. Según este autor, los cristianos podían levantar este banco, pero los judíos no, dado que no les permitía que lo sacaran fuera. Acerca de la belleza de las mujeres judías del lugar, afirma que estas decían que María era de su familia, y escribe que «la casa de María es una basílica».
Una excavación arqueológica ha encontrado pruebas de que, antes de la construcción de la iglesia del periodo bizantino en la casa donde vivió María, hubo en el lugar una sinagoga-iglesia con símbolos judeocristianos. Hasta que fueron expulsados en el año 630 d. C., los judíos probablemente siguieron usando su antigua sinagoga, mientras que los judeocristianos tuvieron que construir la suya propia, seguramente en el lugar de la casa de María.
La ciudad judía se benefició del peregrinaje de cristianos que comenzó en el siglo IV d. C., pero en el año 614 d. C., aprovechando la invasión persa de Palestina, el odio anticristiano latente se puso de manifiesto. El autor bizantino cristiano Eutychius escribió que la población judía de Nazaret ayudó a los persas a ejecutar una matanza de cristianos. Cuando el emperador bizantino Heraclio derrotó a los persas en el año 630 d. C. y los desalojó de Palestina, expulsó a todos los judíos de Nazaret, convirtiendo la ciudad en una localidad íntegramente cristiana.

### Periodo musulmán temprano
La invasión árabe musulmana del año 638 no tuvo un impacto inmediato en los cristianos de Nazaret y sus iglesias, ya que el arzobispo Arculfo recuerda haber visto allí dos iglesias cerca del año 670 d. C., una en la casa de José en la que Jesús había vivido de niño, y otra en la casa de María donde recibió la Anunciación; en cambio, no vio ninguna sinagoga, que posiblemente habría sido transformada en mezquita. El edicto iconoclasta del califa Yazid II, enunciado en el año 721, posiblemente supuso la destrucción de la primera iglesia, dado que Willibaldo, en su peregrinaje del 724 al 726, solo encontró una iglesia en Nazaret —la dedicada a la Virgen María— que los cristianos habían podido salvar de la destrucción mediante constantes pagos a los «sarracenos paganos» (los árabes musulmanes). Las ruinas de la iglesia de San José permanecieron intactas durante mucho tiempo, mientras que la Iglesia de Santa María aparece mencionada por diversas fuentes a lo largo de los siguientes siglos, incluidas las crónicas del geógrafo árabe Al-Masudi en 943.

### Las Cruzadas

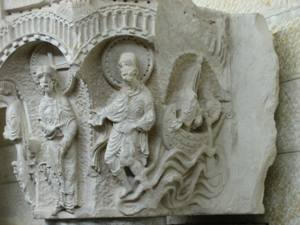
Detalle de la Iglesia de la Anunciación de época cruzada.

En el año 1099, el líder cruzado Tancredo capturó la Galilea y estableció y su capital en Nazaret. El Principado de Galilea fue establecido, al menos nominalmente, en 1099 como vasallo del Reino de Jerusalén. Más tarde, en 1115, Nazaret pasó a ser un señorío dentro del principado. Hay registros en 1115 y en 1130 de un tal Martín de Nazaret, que probablemente actuaba como vizconde de Nazaret. Tancredo también estableció el Patriarcado Latino y fijó su sede en Nazaret. La antigua diócesis de Scythopolis quedó encuadrada dentro del Arzobispado de Nazaret, una de las cuatro arquidiócesis del Reino de Jerusalén. Tras la aplastante victoria de Saladino en la Batalla de los Cuernos de Hattin (1187), los cruzados y el clero cristiano que habitaban Nazaret fueron obligados a abandonar la ciudad. Federico II consiguió negociar salvoconductos para los peregrinos que viajaban desde Acre a Nazaret en 1229, mientras que el rey de Francia Luis IX, acompañado de su esposa, asistieron a misa en la gruta de la Anunciación.

### Época mameluca
En 1263, el sultán mameluco Baibars destruyó los edificios cristianos de Nazaret y declaró la ciudad vedada al clero latino, en un intento de terminar de expulsar a los cruzados que quedaban en Palestina. Aunque las familias árabes cristianas siguieron viviendo en Nazaret, el estatus de la ciudad se redujo al de una mera aldea. Los peregrinos que visitaron el lugar en 1294 informaron de una pequeña iglesia que protegía la gruta. En el siglo XIV se permitió que algunos frailes franciscanos volvieran y vivieran en las ruinas de la basílica.

### Periodo otomano
Nazaret, como el resto de Palestina, pasó a formar parte del Imperio Otomano en 1517. Los frailes franciscanos fueron expulsados de nuevo de la basílica en ruinas en 1584. En 1620, el emir druso Fajr-al-Din II, que controlaba esta zona de la Siria otomana, permitió a los franciscanos construir una pequeña iglesia en la gruta de la Anunciación. Los monjes organizaban giras de peregrinaje por los lugares sagrados cercanos, aunque a menudo se veían acosados por las tribus beduinas vecinas, que solían secuestrar a los peregrinos para pedir un rescate.

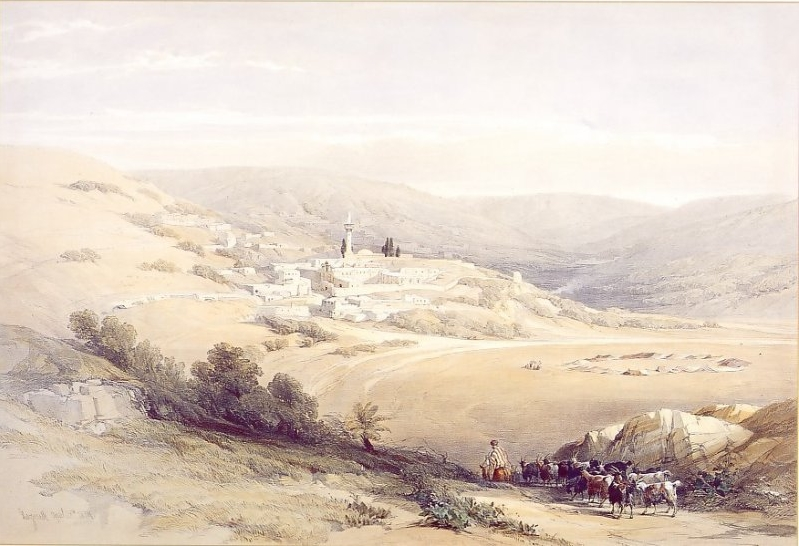
Nazaret en 1842.

La estabilidad llegó con el mandato de Zahir al-Umar, un poderoso jeque que controló la Galilea primero y la mayor parte de la costa levantina y Palestina más tarde. Promoviendo la inmigración a Nazaret, Zahir al-Umar la transformó de una pequeña aldea a una gran ciudad. Nazaret tenía un papel clave en su territorio, dado que le permitía obtener el control sobre las zonas agrícolas de la Galilea central. Se aseguró de garantizar la seguridad de la ciudad, no solo por motivos estratégicos, sino porque proteger a la comunidad cristiana le ayudaba a mejorar los crecientes lazos de amistad con Francia y porque una de sus mujeres residía en Nazaret.
Zahir autorizó a los franciscanos a construir una iglesia en 1730. Esa estructura, que fue ampliada en 1877, estuvo en pie hasta 1955, cuando fue demolida para crear un edificio más grande (diseñado por el arquitecto Giovanni Muzio) que acabaría de completarse en 1967, habiendo sido consagrada por el papa Pablo VI en 1964. Zahir también permitió a los franciscanos comprar la Iglesia Sinagoga en 1741 y autorizó a la comunidad ortodoxa a construir la Iglesia de San Gabriel en 1767. También ordenó la construcción de un edificio gubernamental conocido como la Seraya, que funcionó como el ayuntamiento de la ciudad hasta 1991. Sus descendientes —conocidos como los Dhawahri— constituirían la futura élite de la ciudad, junto con las familias Zu'bi, Fahum y 'Onassah.

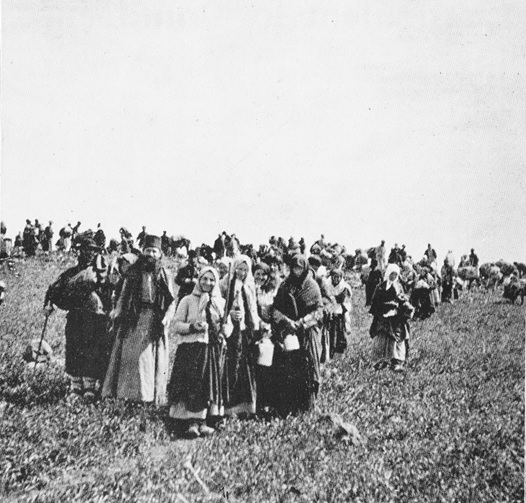
Peregrinos rusos en Nazaret (aprox. 1904).

Sin embargo, a la comunidad cristiana de Nazaret no le fue bien con el sucesor de Zahir al Umar, Jazzar Pasha (1776-1804). Las tensiones intracomunitarias fueron a más entre los campesinos cristianos y musulmanes de las aldeas vecinas. Las tropas de Napoleón Bonaparte capturaron brevemente Nazaret en 1799 durante la campaña de Siria. El propio Napoleón visitó los lugares sagrados de la ciudad y consideró nombrar a su general Jean-Andoche Junot como Duque de Nazaret. Durante la captura de la mayor parte de la Siria otomana por parte del gobernador Ibrahim bajá de Egipto (1831-1840), Nazaret permaneció abierta a misioneros y comerciantes europeos, y cuando los otomanos recuperaron la ciudad el dinero siguió fluyendo hacia la ciudad y generando nuevas instituciones. Durante la guerra civil del Líbano de 1860, los cristianos de la ciudad no padecieron las masacres acaecidas en otras partes del Levante gracias a la protección de Aqil Agha, el líder beduino que ejercía el control sobre la Galilea entre 1845 y 1870.
Kaloost Vartan, un armenio de Estambul, llegó en 1864 a Nazaret y estableció la primera misión médica de la ciudad, el «hospital sobre la colina» escocés, conocido hoy en día como el Hospital Nazaret. El sultán otomano, que se decantaba por los franceses, les permitió establecer un orfanato en la ciudad: la Sociedad de Saint Francis de Sale. A finales del siglo XIX, Nazaret era una ciudad con una gran presencia árabe cristiana y con una creciente comunidad europea, en la que se estaban desarrollando una serie de proyectos comunales y se estaban construyendo nueve edificios religiosos. En 1871 se completó la única iglesia anglicana de la ciudad, Christ Church, que fue consagrada por el obispo Samuel Gobat bajo el liderazgo del reverendo John Zeller.

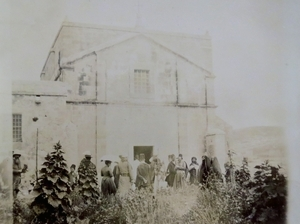
Iglesia en Nazaret (1891)

A finales del siglo XIX y comienzos del XX, Nazaret prosperó como centro neurálgico de las docenas de aldeas árabes que la rodeaban. Los campesinos locales solían comprar provisiones en los muchos zocos de Nazaret, entre los que había zocos separados para productos agrícolas, metalúrgicos, joyería y pieles. En 1914, Nazaret estaba formada por ocho barrios: 'Araq, Farah, Jami', Khanuq, Maidan, Mazazwa, Sharquiya y Shufani. Había nueve iglesias, dos monasterios, cuatro conventos, dos mezquitas, cuatro hospitales, cuatro escuelas privadas, una escuela pública, una comisaría, tres orfanatos, un hotel, tres posadas, un molino de harina y ocho zocos. Los otomanos perdieron el control de toda Palestina (incluida Nazaret) ante los Aliados durante la Primera Guerra Mundial. Por aquella época comenzó a declinar la importancia de Nazaret, dado que gran parte de las aldeas árabes en el Valle de Jezreel habían sido reemplazadas por asentamientos judíos recién creados.

### Mandato británico de Palestina

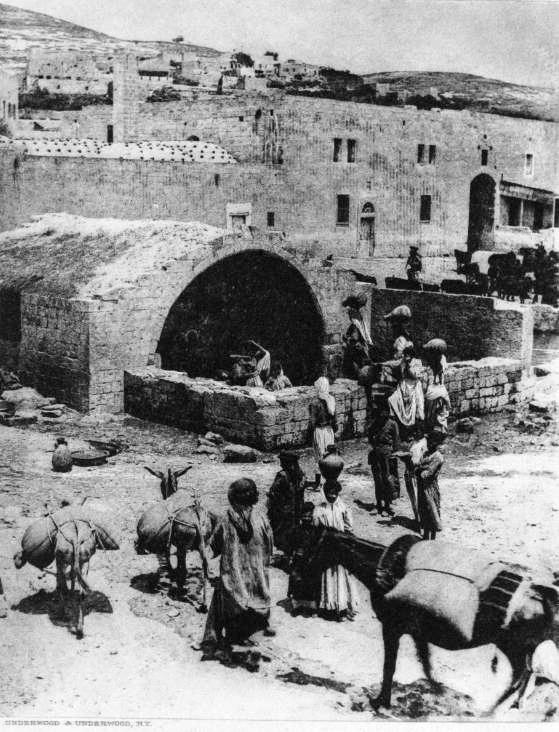
Pozo de María en 1917.

El Reino Unido tomó el control de la zona y creó el Mandato británico de Palestina en 1920, el mismo año en el que se enunció la Declaración Balfour, que afirmaba que «El Gobierno de Su Majestad contempla con beneplácito el establecimiento en Palestina de un hogar nacional para el pueblo judío», especificando «claramente que no se hará nada que pueda perjudicar los derechos civiles y religiosos de las comunidades no judías existentes en Palestina». En los años anteriores y posteriores a esta declaración, la emigración judía a Palestina creció enormemente empujada por la doctrina sionista, que preconizaba dicha emigración a Palestina para la creación de un estado nacional judío, y por el antisemitismo latente en gran parte de Europa. Los notables de Nazaret se opusieron al movimiento sionista, enviando una delegación al Primer Congreso Árabe Palestino en 1919 y emitiendo una carta de protesta en 1920 que condenaba el movimiento y mostraba su solidaridad con el yishuv (los judíos que habían vivido en Palestina desde antes del inicio de las emigraciones sionistas). Desde un punto de vista político, Nazaret se fue implicando cada vez más en el creciente movimiento nacionalista palestino. En 1922 se creó en la ciudad una Asociación Cristiano-Musulmana patrocinada en gran medida por la familia al-Zu'bi. La creación de un frente común entre los distintos credos de la comunidad árabe palestina resultó muy difícil de obtener, por lo que una serie de organizaciones alternativas nacieron en Nazaret a finales de los años veinte, como la Organización de Jóvenes Musulmanes del Consejo Supremo Musulmán y la Asociación Nacional Musulmana. Hacia 1922 había una pequeña comunidad de 58 judíos viviendo en Nazaret.
La modernización de Nazaret fue relativamente lenta. En un tiempo en el que otras ciudades ya tenían red eléctrica, Nazaret invirtió en mejorar su sistema de agua corriente (añadiendo dos presas al noroeste de la ciudad y numerosas nuevas cisternas), relegando la llegada de la electricidad hasta los años treinta. Hacia 1930 se construyeron una nueva iglesia para el culto baptista, un jardín municipal en el Pozo de María y una comisaría en la Seraya de Zahir al-Umar, a la vez que se expandió el barrio musulmán de Sharqiya.

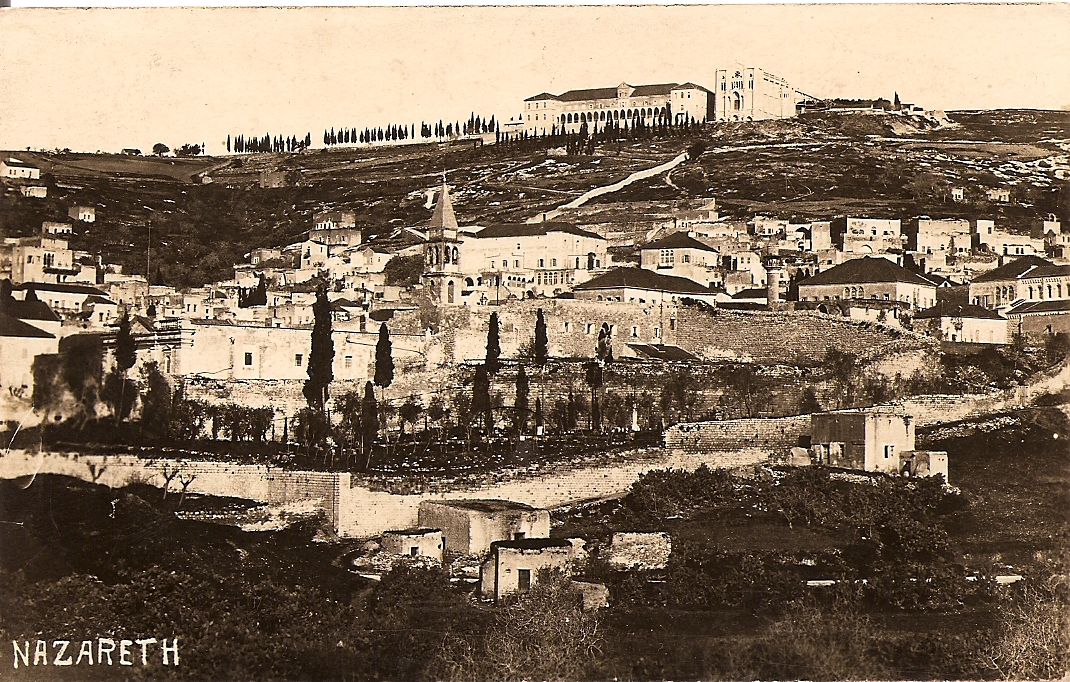
Nazaret a comienzos del.

Nazaret tuvo un papel menor durante la revuelta árabe de 1936-1939, aportando tan solo dos comandantes rebeldes de los 281 que estuvieron activos en toda Palestina: Fu'ad Nassar y Tawfiq al-Ibrahim. Las aldeas vecinas de Saffuriya y al-Mujaydil tuvieron un papel más activo desde un punto de vista militar, contribuyendo con nueve comandantes entre ambas. Los líderes de la revuelta buscaron usar Nazaret como base de operaciones para las protestas contra la propuesta británica de entregar la Galilea a un futuro estado judío. El 26 de septiembre de 1937, el comisionado británico del distrito de la Galilea, Lewis Yelland Andrews, fue asesinado en Nazaret por rebeldes locales.
Hacia 1946 se habían expandido las fronteras municipales de Nazaret y se habían creado nuevos barrios: Maidan, Maslaj, Januq y Nimsawi. Los barrios ya existentes experimentaron un auge de la construcción y la ciudad todavía tenía amplios terrenos de huerta y cultivos agrarios. Se establecieron dos fábricas de cigarrillos, un almacén de tabaco, dos cines y una fábrica de tejas, lo que mejoró significativamente la economía de la ciudad. En la colina más al sur de Nazaret se construyó una comisaría a la par que la comisaría de la Seraya se transformaba en el edificio del ayuntamiento. También se construyeron torres de vigía en algunas de las colinas alrededor de la ciudad y diversas oficinas gubernamentales, como el cuartel general del comisionado del distrito en los antiguos cuarteles otomanos, así como las oficinas del Departamento de Agricultura y del Departamento de Investigación y Asentamientos.
Cuando la Asamblea General de las Naciones Unidas aprobó la resolución 181 II, conocida como el Plan de Partición de Palestina, Nazaret quedó encuadrada en el Estado árabe de Palestina. Incluso antes del estallido de la guerra árabe-israelí de 1948, la ciudad se fue convirtiendo en refugio de numerosos palestinos que habían sido expulsados de las ciudades de Tiberíades, Haifa y Baysan tras la captura por parte de la Haganá de dichas ciudades el 18 de abril, 22 de abril y 12 de mayo de 1948, respectivamente.

### Israel

#### Guerra árabe-israelí de 1948
Antes de la primera tregua, declarada el 11 de junio, la ciudad de Nazaret no fue un campo de batalla de la guerra árabe-israelí de 1948, que había comenzado el 15 de mayo de dicho año. Algunos de sus habitantes se unieron a la escasamente organizada milicia de campesinos y a las fuerzas paramilitares, y el Ejército Árabe de Liberación (EAL) entró en Nazaret el 9 de julio. La defensa de la ciudad consistía en 200 o 300 milicianos distribuidos por las colinas que rodean de la ciudad. Las defensas de las colinas sur y oeste se vinieron abajo con los bombardeos de la artillería israelí, mientras que la resistencia de la colina norte tuvo que enfrentarse a una unidad acorazada que se les aproximaba. Poco después de que los israelíes comenzasen a bombardear la ciudad, el jefe de policía de Nazaret izó la bandera blanca en la comisaría de la ciudad.
La mayoría de los combates en la zona de Nazaret tuvieron lugar en las aldeas circundantes, y en especial en Saffuriya, en la que sus habitantes opusieron una tenaz resistencia hasta que los bombardeos aéreos israelíes del 15 de julio les hicieron huir. Nazaret capituló ante las tropas israelíes el 16 de julio en el contexto de la Operación Dekel, que se desarrolló durante los diez días de combates que tuvieron lugar entre la primera y la segunda tregua. Para entonces, la moral de los pocos milicianos locales que resistían era muy baja y la mayoría se negaban a luchar con los soldados del EAL debido a la superioridad militar israelí y a un supuesto maltrato del clero y la población cristiana por parte de los voluntarios del EAL. El alcalde musulmán de Nazaret, Yusef Fahum, pidió que se detuviesen todos los actos de resistencia para evitar la destrucción de la ciudad.
La rendición de Nazaret se formalizó con un acuerdo escrito mediante el cual los líderes de la ciudad se comprometían a cesar las hostilidades a cambio de la promesa de los oficiales israelíes, incluido el comandante de brigada canadiense Ben Dunkelman (el líder de la operación), de que los habitantes de la ciudad no sufrirían daño alguno. Poco después de la firma del acuerdo, Dunkelman recibió la orden del general israelí Chaim Laskov de expulsar a toda la población árabe de la ciudad, tal y como se estaba haciendo en el resto de Palestina. Dunkelman se negó a cumplir la orden, enfatizando que estaba «sorprendido y horrorizado» de que se le ordenara renegar de un acuerdo que tanto él mismo como Laskov acababan de firmar. Doce horas después de desafiar a su superior, Dunkelman fue relevado de su puesto, pero no aceptó marcharse hasta obtener garantías de que se respetaría la seguridad de la población de Nazaret. David Ben Gurion defendió la permanencia de la población árabe de Nazaret, no tanto por cuestiones morales como por miedo a que la expulsión de miles de cristianos de la ciudad desencadenara un clamor de protesta entre las poblaciones cristianas de muchas grandes potencias. Hacia el final de la guerra, la población de Nazaret experimentó un rápido auge debido a la llegada de una gran cantidad de refugiados provenientes de las principales ciudades y aldeas de la Galilea.

#### Años cincuenta y sesenta

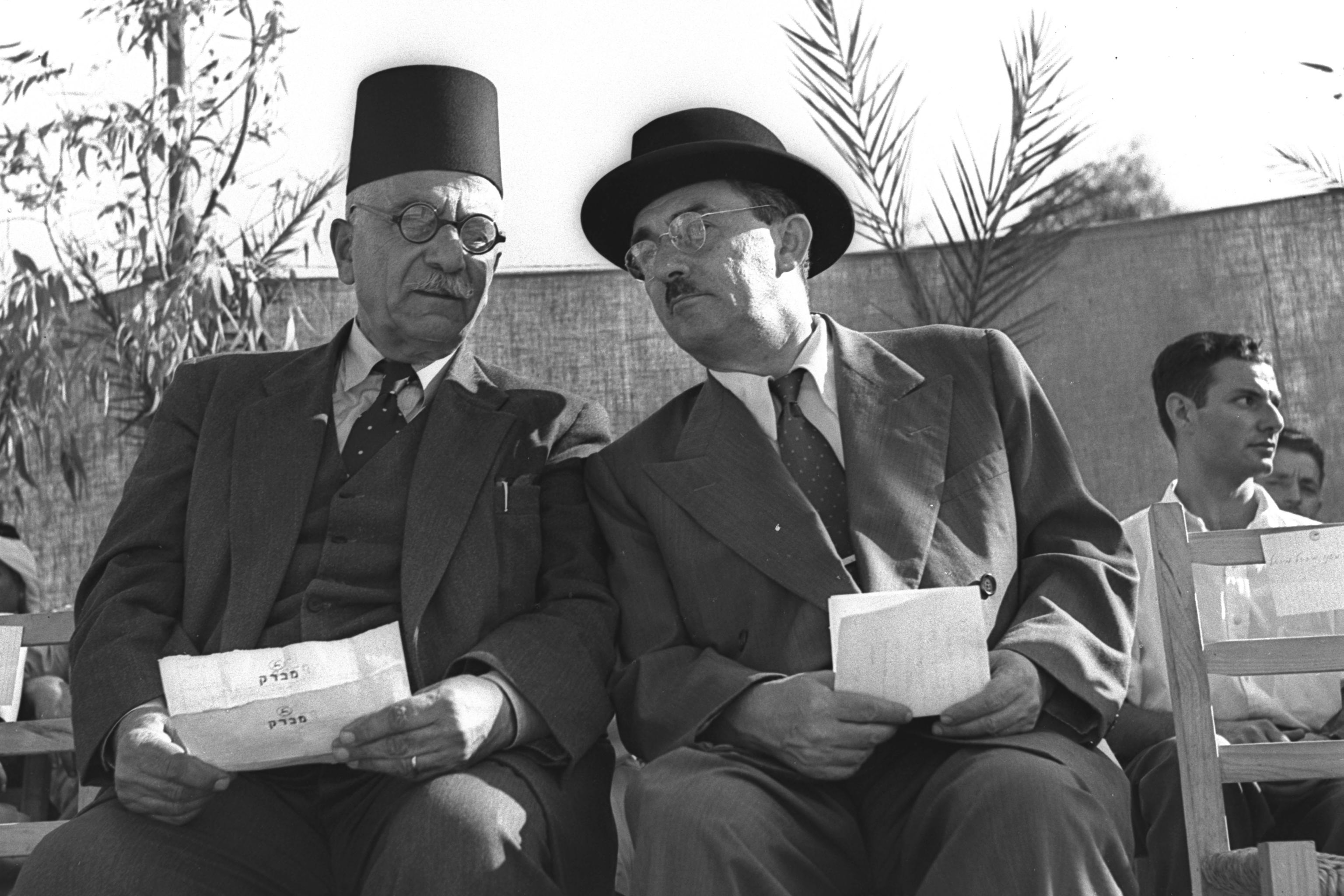
Amin Gargurah, alcalde de Nazaret hacia 1955, con Moshe Sharett, primer ministro de Israel.

Durante los primeros años de la incorporación de Nazaret al Estado de Israel, los principales problemas de la ciudad tenían que ver con la confiscación de tierras, los desplazados internos y la dureza de la ley marcial que Israel aplicó sobre todas las localidades árabes hasta 1966, que incluían toques de queda y restricciones de movimiento. Los intentos de solucionar estos problemas fueron en gran medida baldíos, lo cual generó un sentimiento de frustración entre los habitantes de Nazaret que a su vez derivó en protestas políticas en la ciudad. Como la mayor ciudad de población palestina en Israel, Nazaret se convirtió en el centro del movimiento nacionalista palestino. Dado que el Partido Comunista era el único partido legal que asumía muchas de las reclamaciones palestinas, fue ganando peso e importancia en Nazaret. La organización política de los palestinos de Nazaret, y la de los palestinos de Israel en general, se vio fuertemente obstaculizada por el estado hasta ha pocos años. El sentimiento nacionalista palestino sigue influenciando la vida política de Nazaret.
En 1954, unos 1200 dunams (unas 120 hectáreas) de terreno municipal de Nazaret que el ayuntamiento había reservado para la futura expansión de la ciudad fueron expropiadas por las autoridades estatales para la construcción de oficinas gubernamentales y, tres años después, para la construcción de una ciudad étnicamente judía conocida como Natzrat Ilit (נצרת עילית, Alta Nazaret). Esta nueva ciudad se construyó como parte de los esfuerzos del gobierno de judeizar la Galilea y disminuir así la mayoría de habitantes de origen palestino en esta región. El parlamentario Seif el-Din el-Zoubi, que representaba a Nazaret, se opuso activamente a la Ley de Propiedad de Ausentes, que permitía al estado la expropiación de tierras de ciudadanos de origen palestino que habían sido expulsados o habían huido durante la guerra árabe-israelí de 1948, y a los que el Estado de Israel no permitió volver a sus hogares una vez terminada la guerra. Zoubi argumentaba que los desplazados internos no podían considerarse como ausentes, dado que todavía vivían en el país, eran ciudadanos israelíes y deseaban volver a sus hogares. Israel ofreció compensación económica a estos desplazados internos, pero la mayoría de ellos rechazaron la ayuda por miedo a que su aceptación supusiese declinar su derecho de retorno. Las tensiones entre los habitantes de Nazaret y el Estado llegaron a su punto más álgido durante la manifestación del 1.º de mayo de 1958, en la que los manifestantes exigían que se permitiese a los desplazados internos volver a sus aldeas, el fin de la confiscación de tierras y el derecho de autodeterminación de los palestinos. Muchos manifestantes fueron detenidos por arrojar piedras a las fuerzas de seguridad. La ley marcial terminó en 1966.
El 5 de enero de 1964, el Papa Pablo VI incluyó Nazaret en la primera visita papal de la historia a Tierra Santa.

#### De los años setenta hasta ahora
Desde 1942 hasta comienzos de los años noventa, tanto las autoridades del Mandato británico de Palestina como las del Estado de Israel fueron rechazando todos los planes urbanísticos realizados por el Ayuntamiento de Nazaret, lo que ha dejado a muchas personas que votan en las elecciones municipales y reciben servicios públicos de Nazaret fuera de la jurisdicción de la ciudad. Entre estos barrios se encuentran los de Sharqiya y Jabal el-Daula, que pasaron a encontrarse dentro de la jurisdicción de Nazaret Ilit y cuyos residentes tuvieron que solicitar permisos de construcción en esta otra ciudad. Otro ejemplo es el vencidario Bilal, en el barrio de Safafra, que ha sido emplazado en la jurisdicción de Reineh. En 1993, los habitantes de Bilal se convirtieron oficialmente en habitantes de Reineh. Antes de la construcción de Nazaret Ilit, los planes de expansión urbanística de Nazaret estaban proyectados hacia el norte y el este, zonas que ocupa actualmente la ciudad vecina. Hay localidades árabes muy cercanas hacia el norte, oeste y sudoeste. Por lo tanto, las únicas zonas de expansión disponibles para la ciudad de Nazaret son hacia el noroeste y hacia el sur, donde la topografía del terreno restringe bastante el crecimiento urbanístico. Tras un intenso esfuerzo negociador por parte de Seif el-Din el-Zoubi, especialmente con el Ministerio del Interior y en el Knéset, se anexionaron a la ciudad algunas tierras al noroeste.
En los años ochenta, el gobierno comenzó a realizar intentos de unificación entre la vecina aldea de Ilut y Nazaret, aunque esta medida se enfrentó a la oposición de los habitantes de ambas localidades y las del Ayuntamiento de Nazaret. Los habitantes de Ilut fueron encuadrados como parte del electorado de Nazaret para las elecciones municipales de 1983 y 1989, por lo que la gran mayoría de estos boicotearon las elecciones, así como para las elecciones nacionales de 1988. En 1991, el Ministerio del Interior declaró a Ilut como una entidad municipal distinta. El gobierno israelí ha establecido un área metropolitana de Nazaret que incluye las localidades de Yafa an-Naseriyye hacia el sur, Reineh, Mashhad y Kfar Kanna hacia el norte, Iksal y Nazaret Ilit hacia el este y Migdal HaEmek hacia el oeste.

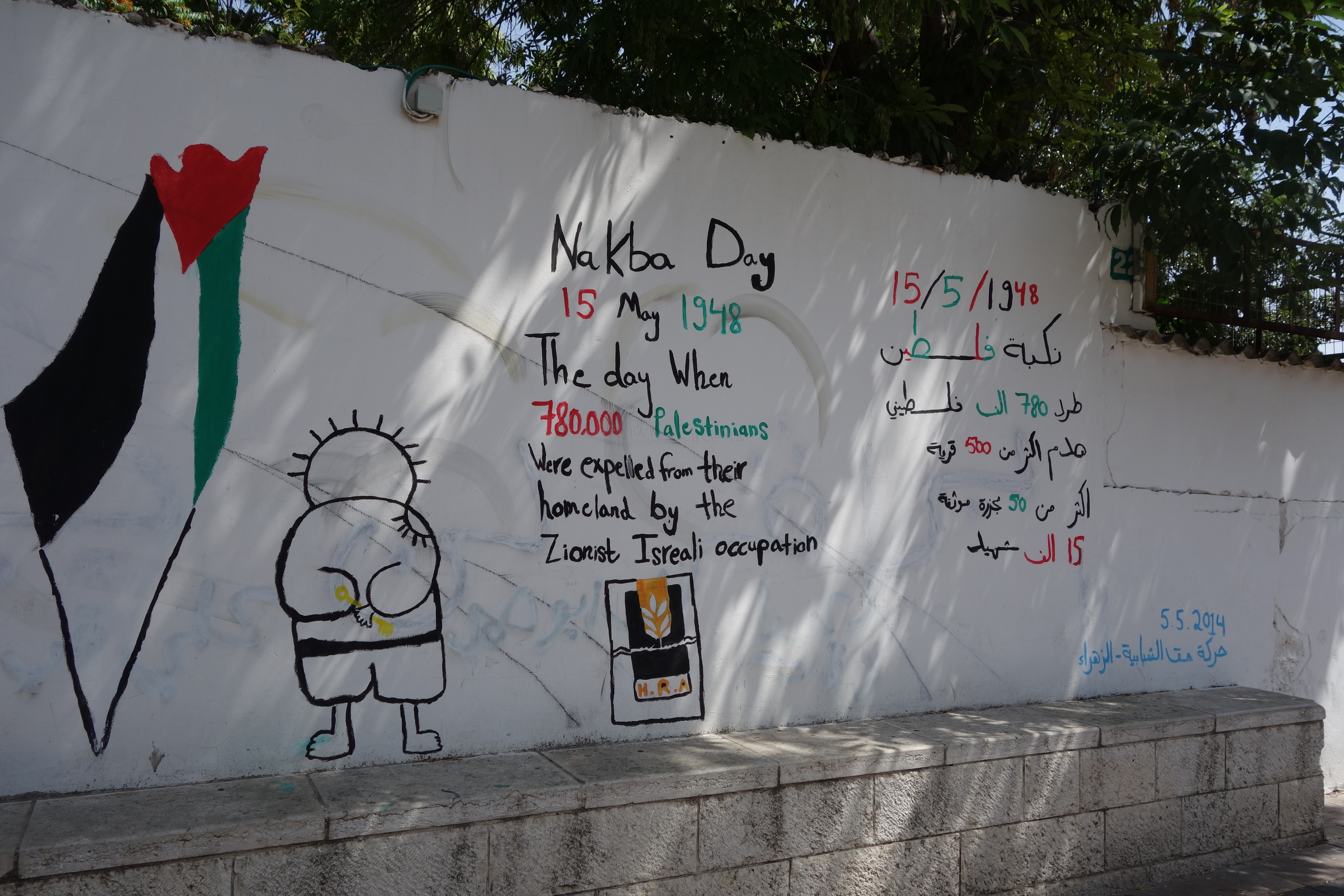
Grafiti representando la Nakba en Nazaret.

Como el centro político de los ciudadanos palestinos de Israel, Nazaret es el escenario de manifestaciones anuales para conmemorar eventos como el Día de la Tierra, el Día de la Nakba o el Primero de Mayo. También tienen lugar numerosas manifestaciones en favor de la causa palestina. Durante la Primera Intifada (1987-1993), los manifestantes del Primero de Mayo solían gritar eslóganes en favor del levantamiento palestino. El 22 de diciembre de 1987, una huelga convocada en solidaridad con la Intifada desembocó en disturbios. El 24 de enero de 1988 se organizó en Nazaret una manifestación masiva en la que participaron entre 20 000 y 50 000 personas que acudieron desde la propia Nazaret y desde muchas otras ciudades cercanas de población palestina. El 13 de mayo tuvo lugar un partido contra el equipo de fútbol de Nahariya; en los enfrentamientos ocurridos entre los aficionados de ambos equipos, un judío fue apuñalado y fueron arrestadas 54 personas, la mayor parte de ellas de origen palestino. Seis días después, durante una manifestación en Nazaret, miles de manifestantes protestaron por los «ataques racistas» contra los aficionados palestinos y contra las políticas discriminatorias antiárabes en general.

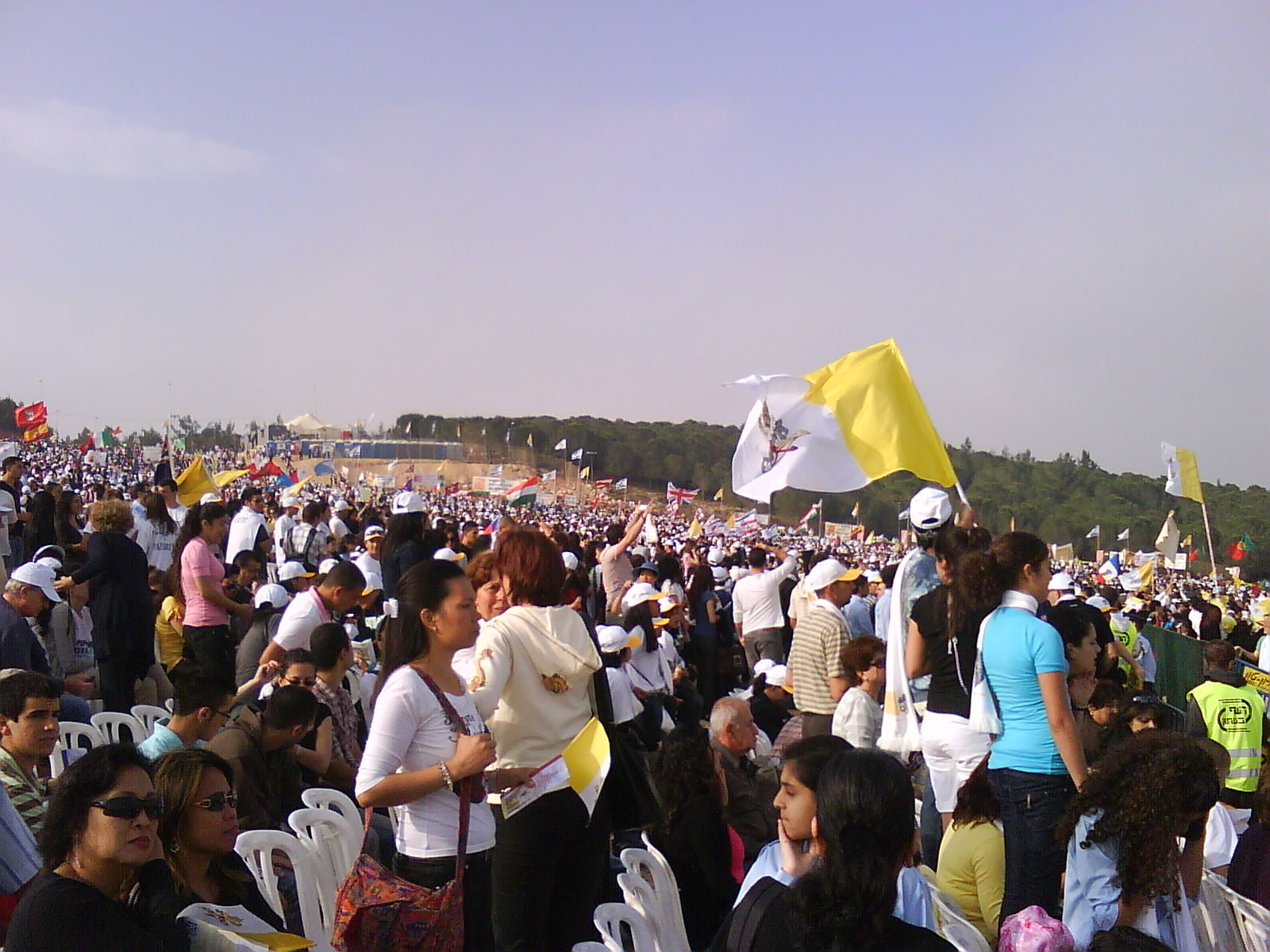
Multitud ante la visita del Papa Benedicto XVI a Nazaret (2009)

Cuando se hizo oficial la visita del Papa del año 2000 y comenzaron los preparativos para su estancia, numerosas tensiones comunitarias salieron a la luz en relación con la Basílica de la Anunciación. En 1997 se concedió permiso para construir una plaza pavimentada en la que ubicar a los miles de peregrinos cristianos que se esperaban durante la visita. Un pequeño grupo de musulmanes protestaron y ocuparon el lugar, donde la tradición cuenta que está enterrado un sobrino de Saladino, Shihab al-Din. Las autoridades otomanas ya habían construido una escuela en la zona, además del santuario de Shihab-Eddin y otras tiendas propiedad del waqf. A su vez, la aprobación por parte del gobierno israelí de la construcción de una gran mezquita en esta zona generó las protestas de algunos líderes cristianos. En 2002, una comisión gubernamental especial detuvo definitivamente la construcción de la mezquita.
En marzo de 2006, un hombre judío y su mujer e hija cristianas interrumpieron una misa lanzando fuegos artificiales en el interior de la iglesia, lo que generó importantes protestas públicas. En julio de 2006, en el contexto de la Segunda Invasión del Líbano por parte del ejército israelí, un misil lanzado por la milicia chií Hezbolá mató a dos niños en Nazaret.
Hoy más de un millón de visitantes (casi la mitad de los turistas que llegan a Israel) llegan a Nazaret. Sus templos cristianos son reconocidos como «el mayor centro temático de Oriente Medio».
El 22 de septiembre de 2024 el grupo libanés Hezbolá lanzó una andanada de cohetes contra la Base Aérea de Ramat David al sureste de Haifa, uno de los cohetes alcanzó Nazaret lo que desató un gran incendio en la ciudad.

## Geografía
La Nazaret actual se encuentra en un valle natural que alcanza los 320 metros por encima del nivel del mar hasta los 448 metros en la mayor de sus colinas. Nazaret se encuentra a unos 25 kilómetros del Mar de Galilea y a unos 9 kilómetros del monte Tabor. Las importantes ciudades de Jerusalén y Tel Aviv se encuentran a unos 146 y 108 kilómetros respectivamente. La Cordillera de Nazaret, en la que se ubica la ciudad, es la más meridional de una serie de cadenas montañosas paralelas en dirección este-oeste, características de la meseta de la Baja Galilea.

## Demografía
Nazaret es la segunda ciudad árabe más grande de Israel, después de la ciudad beduina de Rahat. En 2009, la Oficina Central de Estadísticas de Israel (OCEI) estableció que la población musulmana suponía el 69 % del total de los habitantes de Nazaret, mientras que un 30,9 % eran cristianos. El área metropolitana de Nazaret tenía en ese momento una población total de 210 000 habitantes, de los que 125 000 eran de origen palestino (el 59 % del total) y 85 000 eran judíos (el 41 %). Es la única zona urbana de Israel con más de 50 000 habitantes y con una población mayoritariamente de origen palestino. El área metropolitana de Nazaret incluye la propia Nazaret, Nof HaGalil (hasta 2019 llamada Nazaret Ilit), Yafa an-Naseriyye, Reineh, Migdal HaEmek, Ein Mahil, Ilut, Kafr Kanna, Mashhad e Iksal.

### Historia demográfica
Durante la última parte del dominio otomano sobre Palestina, la religión mayoritaria de la ciudad fue variando constantemente. En 1838 vivían en Nazaret 325 familias cristianas (la mitad de las cuales eran greco-ortodoxas, mientras que el resto pertenecían a diversas ramas del cristianismo) y 120 familias musulmanas. En 1856 se calculó la población en 4350 habitantes, entre los que los musulmanes suponían un 52 % y el restante 48 % lo componían las diversas denominaciones cristianas. En 1862, el cálculo de la población fue menor (3120 habitantes) y los cristianos representaban una abultada mayoría de estos: el 78 %. La población creció hasta los 5660 habitantes en el censo de 1862, de los que aproximadamente dos tercios eran cristianos y un tercio musulmanes. Lo más posible es que estos cálculos efectuados durante el periodo otomano tardío representasen cifras en bruto.

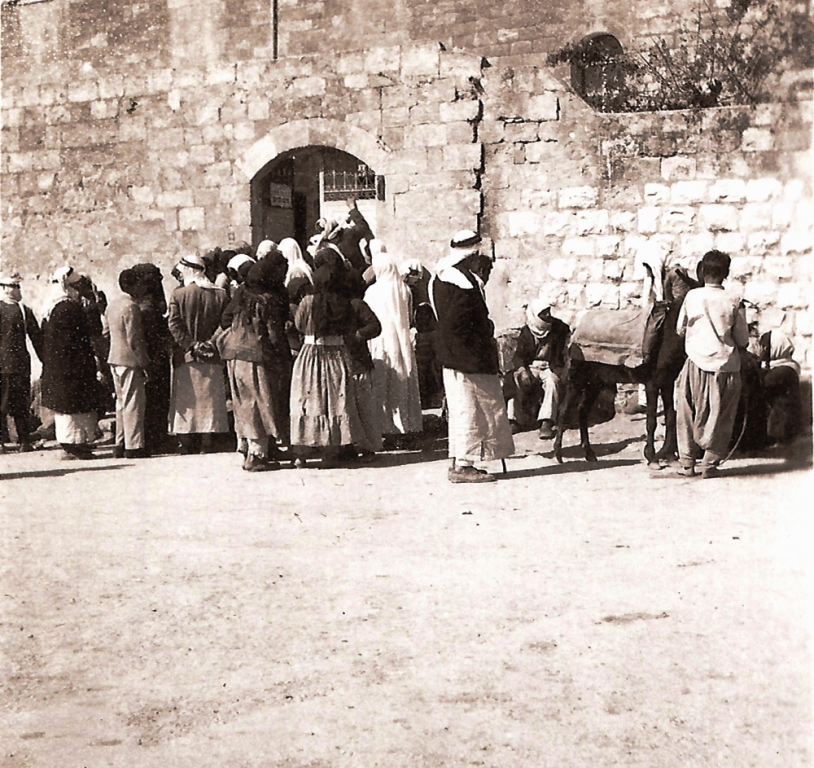
Habitantes de Nazaret alrededor de 1925.

Un listado de población de alrededor de 1887 aportaba una cifra de 6575 habitantes, de los que 1620 eran musulmanes, 2485 eran ortodoxos griegos, 845 católicos, 1115 latinos, 220 maronitas y 290 protestantes.
Durante la mayor parte del Mandato británico de Palestina, Nazaret tuvo una población mayoritariamente cristiana (sobre todo ortodoxos) y una porción más pequeña de población musulmana.
En 1918, Nazaret tenía aproximadamente 8000 habitantes, de los que dos tercios eran cristianos. En el censo británico de 1922, la población de Nazaret quedó registrada en 7424 habitantes, de los que el 66 % eran cristianos, el 33 % musulmanes y aproximadamente el 1 % judíos. En el censo de 1931, la población de la ciudad había crecido hasta los 8756 habitantes y el porcentaje de musulmanes había ascendido hasta el 37 %. La mayor comunidad cristiana por aquella época era la de los ortodoxos griegos, seguida de los católicos y de los melquitas. También se registraron pequeñas comunidades de anglicanos, maronitas, católicos sirios, protestantes y coptos.
En 1946, Nazaret tenía una población de 15 540, de los que aproximadamente el 60 % eran cristianos y el 40 % musulmanes. La guerra árabe-israelí de 1948 generó un éxodo de la población palestina y muchos de los habitantes musulmanes de la Galilea y de la zona de Haifa que fueron expulsados o huyeron de sus hogares encontraron refugio en Nazaret. En un determinado momento se cuantificaron unos 20 000 refugiados internos musulmanes en la ciudad. A la conclusión de la guerra, los refugiados internos de Shefa ‘Amr, Dabburiya, Ilut y Kafr Kanna volvieron a sus hogares. Sin embargo, aquellos que provenían de localidades destruidas como Ma’lul, al-Mujaydil, Saffuriya, Balad al-Sheikh (en la zona de Haifa), así como los originarios de las ciudades de Acre, Haifa, Tiberíades y Beisán, tuvieron que permanecer en Nazaret por no poder volver a sus hogares. Durante la guerra y en los meses posteriores, los refugiados internos de Saffuriya crearon el barrio de Safafra, cuyo nombre provenía del de aquella localidad. En torno al 20 % de la población nativa de Nazaret abandonó Palestina durante la guerra. En un censo del ejército israelí de julio de 1948, Nazaret tenía una población de 17 118 habitantes, de los que 12 640 eran habitantes nativos y 4478 eran refugiados internos. En 1951, la población de la localidad quedó registrada en 20 300 habitantes, el 25 % de los cuales eran refugiados internos. Estos refugiados provenían de más de veinte localidades, aunque la mayoría eran originarios de al-Mujaydil, Saffuriya, Tiberíades, Haifa, Ma’lul e Indur.
Nazaret todavía tiene una importante proporción de población cristiana compuesta de diversas denominaciones. La población musulmana ha crecido debido a una serie de factores históricos entre los que se incluyen el papel de la ciudad como centro administrativo durante el Mandato británico de Palestina y el flujo de refugiados internos palestinos que la ciudad absorbió durante la guerra de 1948.

## Economía
En 2011, Nazaret tenía más de 20 empresas de alta tecnología y con dueños de origen palestino, la mayoría de ellas dedicadas al campo del desarrollo de software. Según el diario israelí Haaretz, la ciudad ha recibido el apelativo de «el Silicon Valley de la comunidad árabe» por su potencial en este campo de la tecnología.
La industria militar israelí emplea a «unas 300» personas en las fábricas de municiones de Nazaret.

## Estudios arqueológicos
La referencia epigráfica más antigua que se tiene sobre Nazaret corresponde a un fragmento de mármol encontrado en 1962 en la sinagoga de Cesárea Marítima, datado entre el siglo II y el IV, cuya transcripción dice:

La décimo octava división sacerdotal (llamada) Hapizzes, localizada en Nazaret.

Posiblemente hace referencia a una de las familias de sacerdotes del templo (divididas en 24 «divisiones») que migraron luego de la Rebelión de Bar Kojba en el periodo de Adriano en el año 135.
Según Brown y Meier, las investigaciones arqueológicas indican que el pueblo fue continuamente ocupado desde el siglo VII a. C.

### «Zona de culto» cerca de la Basílica de la Anunciación
Aunque una serie de excavaciones realizadas antes de 1931 en la «zona de culto» franciscana (el lado de la colina conocido como Jabal Nebi Sa’in, que se extiende al norte de la Basílica de la Anunciación) no revelaron rastro alguno de asentamiento griego o romano en el lugar, durante la demolición de la iglesia católica de Nazaret en 1955 con el fin de ampliarla, se realizaron nuevos estudios arqueológicos en la ciudad. Entre 1955 y 1960 el sacerdote franciscano Bellarmino Bagatti publicó el descubrimiento de numerosas cuevas y oquedades, la mayoría tumbas de la Edad de Bronce adaptadas como cisternas para agua, como depósitos de grano o de aceite. También descubrieron importantes cantidades de artefactos romanos y bizantinos que atestiguan la presencia indudable de un asentamiento desde el siglo II d. C. en adelante. Este descubrimiento fue reportado como «la aldea de Jesús, María y José» imprimiéndole connotaciones religiosas haciendo del estudio algo posiblemente poco objetivo. Pocas fueron las evidencias de asentamientos humanos además de la necrópolis ya mencionada.
En el periodo de 1996-1997, Stephen Pfann —director del Departamento de Estudios Bíblicos e Historia de la University of the Holy Land— inició una investigación de terrazas agrícolas en terrenos del hospital de Nazaret. Sin embargo fue tan poca la evidencia encontrada por este investigador que lo llevó a concluir que «Nazaret era diminuta, con dos o tres clanes viviendo en 35 casas sobre un área de 2,5 hectáreas». En ese mismo sentido, John Dominic Crossan, un académico especializado en el Nuevo Testamento, apuntó a que los planos arqueológicos de Bagatti indican lo pequeña que era la localidad en realidad, que debió de ser poco más que una insignificante aldea.

### Casa de la época romana temprana
En 2009 se descubrieron restos de una casa datada en el periodo romano temprano. Estos restos se encuentran cerca de la Basílica de la Anunciación y se pueden visitar en el Centro Internacional Mariano de Nazaret. Según la Autoridad de Antigüedades de Israel, «los artefactos recuperados del interior del edificio fueron escasos y la mayor parte de ellos eran fragmentos de vasijas de cerámica del periodo romano temprano (siglos I y II d.C.) (…) Más restos de cerámica del periodo romano temprano se encontraron en otro pozo excavado cuya entrada estaba aparentemente camuflada». La arqueóloga Yardenna Alexandre añade que «basándome en las excavaciones que llevé a cabo en otras aldeas de la zona, es probable que los judíos cavaran este pozo en preparación de la Gran Revuelta del año 67 d.C. contra los romanos».

### Tumbas de Kokh
Resulta interesante que todas las tumbas de la zona de Nazaret que son posteriores a la Edad del Hierro (aproximadamente dos docenas) son del tipo kokh o posteriores; este tipo de tumbas probablemente aparecieran en la Galilea a mediados del siglo I d. C. Las tumbas Kokh de la zona de Nazaret han sido excavadas por B. Bagatti, N. Feig y Z. Yavor, y anotadas por Z. Gal.

### Antiguos baños del Pozo de María
A mediados de los noventa, un tendero de Nazaret descubrió túneles bajo su tienda, ubicada cerca del Pozo de María. Los túneles resultaron ser el hipocausto de unos baños. Las excavaciones llevadas a cabo entre 1997 y 1998 revelaron restos de las épocas romana, cruzada, mameluca y otomana.

### Museo Arqueológico de Nazareth
El Museo está ubicado en la zona norte de la Basílica de la Anunciación. Conserva una colección de piezas halladas durante las investigaciones arqueológicas.

## Deportes
El principal club de fútbol de la ciudad, el Ahi Nazaret, juega actualmente en la segunda división del fútbol israelí, la Liga Leumit. El club estuvo dos temporadas en la primera división, la 2003-2004 y la 2009-2010. Juega sus partidos de local en el Estadio Ilut, en la cercana ciudad de Ilut. Otros clubes locales son el Al-Nahda Nazaret, el Beitar al-Amal Nazaret, el Hapoel Bnei Nazaret y el Hapoel al-Ittihad Nazaret.

## Sanidad
Hay tres hospitales principales en Nazaret, conocidos como el Hospital Inglés (oficialmente llamado Hospital de Nazaret), el Hospital Francés de Nazaret y el Hospital Italiano de Nazaret.

## Religión

### Cristianismo
En Nazaret hay decenas de monasterios e iglesias, muchas de ellas en la Ciudad Vieja.

#### Iglesias católicas

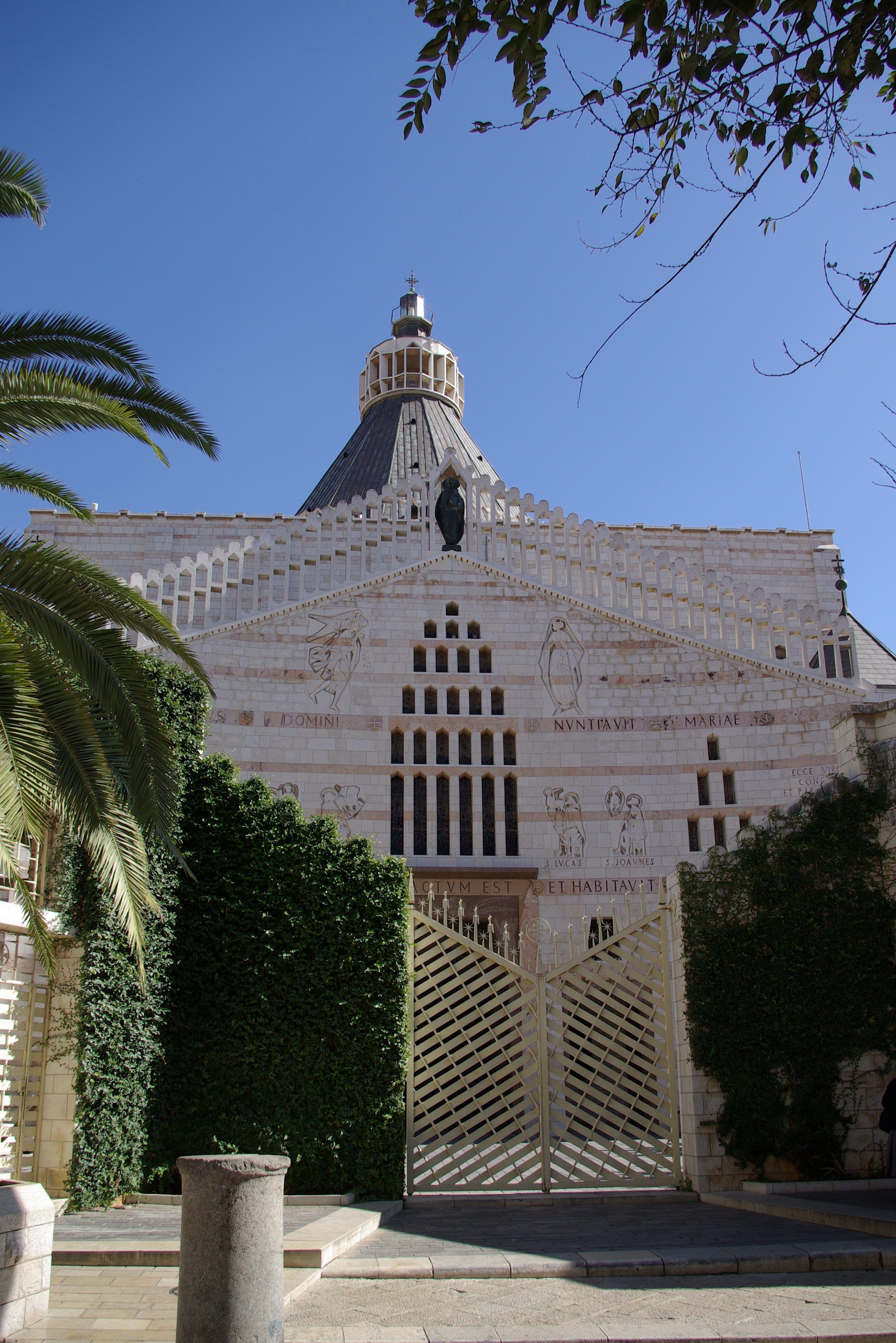
Basílica de la Anunciación.

- La Basílica de la Anunciación es la iglesia católica más grande de Oriente Medio. En la tradición católica, marca el lugar donde el Arcángel Gabriel anunció el futuro nacimiento de Jesús a la Virgen María (Lucas 1: 26-31).
- La Iglesia Sinagoga es una iglesia greco-católica melquita en el lugar tradicional de la sinagoga donde Jesús predicó (Lucas 4).
- La Iglesia de San José marca el lugar tradicional para el taller de San José.
- La Iglesia de la Mensa Christi, dirigida por la orden religiosa franciscana, conmemora el lugar tradicional donde Jesús cenó con los Apóstoles después de su Resurrección
- La Basílica de Jesús Adolescente, dirigida por la orden religiosa de los salesianos, en la cima de la colina que domina la ciudad desde el norte.
- La Iglesia de Nuestra Señora del Pavor marca el lugar donde se dice que María ha visto a Jesús ser llevado a un acantilado por la congregación de la sinagoga «Camino de Jesús»
- La Iglesia greco-católica de Nazaret, es un templo católico de rito bizantino (Iglesia greco-católica melquita) que se encuentra en el norte de la ciudad de Nazaret

#### Iglesias ortodoxas
- La Iglesia de San Gabriel es un sitio ortodoxo griego alternativo para la Anunciación.

#### Iglesias anglicanas
- La Iglesia de Cristo es una iglesia anglicana en Nazaret.

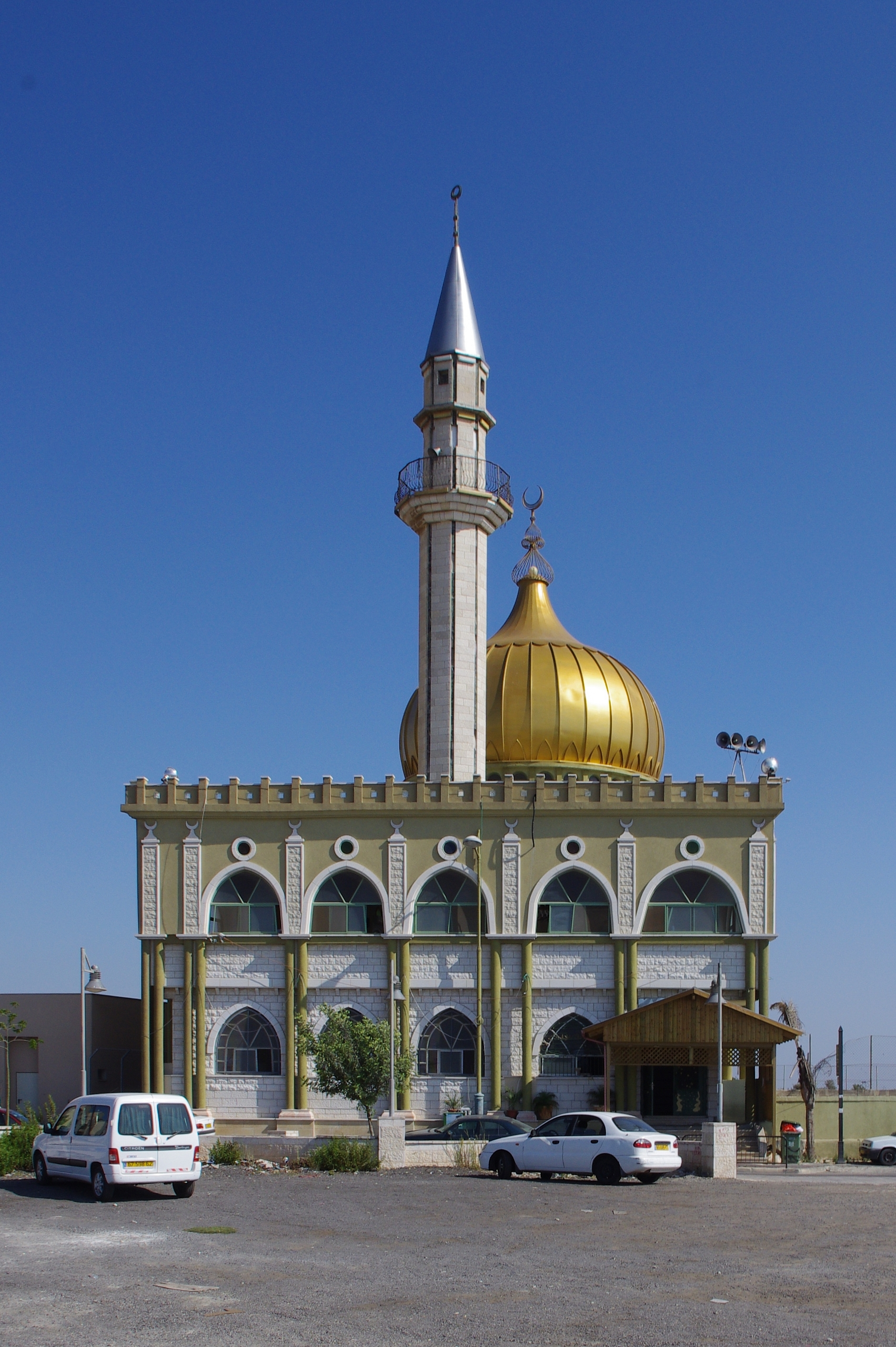
Mezquita de Makam al-Nabi Sain.

Además, la ruta de peregrinación conocida como «el sendero de Jesús» conecta muchos de los sitios religiosos en Nazaret en un sendero de 60 km (37 millas) que termina en Cafarnaúm.

### Islam
Entre los lugares sagrados musulmanes de Nazaret se incluyen:
- El Santuario del Jeque Amer.
- La Mezquita de Makam al-Nabi Sain.
- El Santuario de Shihab ad-Din.

También hay otros lugares interesantes de culto musulmán, entre los que se cuentan:
- La Mezquita Blanca (Masjid al-Abiad), la mezquita más antigua de Nazaret, ubicada en el Harat Alghama («barrio de la mezquita»), en el centro del Mercado Viejo.[103]
- La Mezquita de la Paz (Masjid al-Salam).

## Ciudades hermanadas
Nazaret está hermanada con las siguientes ciudades:
- Nuevo Brandeburgo, Alemania
- Florencia, Italia[104]
- Nablus, Palestina[105]
- Saint-Denis, Francia
- La Haya, Países Bajos
- Czestochowa, Polonia
- Baguio, Filipinas
- Beirut, Líbano
- Harrisonburg, Estados Unidos

### Otros
- Loreto, Italia: la Basílica de la Anunciación de Nazaret y el Santuario de la Santa Casa de Loreto están hermanados.[106]